# تنافس مع الجيران
تنافس مع الجيران (بالإنجليزية: Keeping up with the Joneses)‏ وهو مصطلح يستخدم في أغلب الدول الناطقة بالإنكليزية ويعبر عن الدعوة للمقارنة مع الجار كمعيار للطبقة الإجتماعية أو تكديس السلع المادية. والفشل في التنافس مع الجيران ينظر إليه على أنه إثبات للدونية الاجتماعية والاقتصادية أو الثقافية.
انتشرت هذه العبارة بعد استخدامها لأول مرة كإسم لرسم كرتوني مضحك  وذلك في عام 1913.